# Amanda Holden (écrivain)
Pour les articles homonymes, voir Holden.
Ne doit pas être confondu avec Amanda Holden.
Amanda Juliet Holden (Londres, 19 janvier 1948 – 9 septembre 2021) est une pianiste, librettiste, traductrice, éditrice et professeure britannique.

## Biographie
Amanda Holden est connue pour avoir traduit des livrets d'opéra en anglais plus contemporain pour l'English National Opera et pour avoir écrit de nouveaux livrets, notamment en collaboration avec Brett Dean.
Amanda Holden est la fille de Sir Brian Warren et Josephine Barnes (en). Elle est diplômée de l'Académie Royale de Musique. Elle a d'abord travaillé comme pianiste et accompagnatrice indépendante, enseignante à la Guildhall School et thérapeute de 1973 à 1986.

## Quelques traductions
- Don Giovanni de Mozart pour Jonathan Miller en 1985.
- Pour l'ENO, Partenope, Rodelinda, Ariodante, Alcina et Agrippina de Haendel
- Lucia di Lammermoor de Donizetti
- Le Barbier de Séville de Rossini
- La bohème de Puccini

## Publications diverses
Les publications de Holden comprennent des contributions au Mozart Compendium en 1990, au New Penguin Opera Guide en 2001 et au Penguin Concise Guide to Opera en 2005.

## Pour approfondir